# Economia moral
Economia moral é um conceito usado pelas ciências sociais originalmente cunhado pelo historiador E.P. Thompson (como economia moral da multidão, 1979) para explicar o comportamento popular nos motins de subsistência do século XVIII. Seu uso é difundido para descrever ou explicar o comportamento econômico que são definidos a partir dos valores morais ou normas culturais que em geral pressupõem-se que não seja da ciência econômica (v. Homo economicus).

## Uma economia justa
Para algumas interpretações, uma economia moral é baseada na equidade e justiça e está limitado a pequenas comunidades, onde os princípios de cooperação mútua têm precedência sobre a busca individual de vantagens. Nessas economias, as pessoas não se relacionam entre si como agentes econômicos anônimas que compram e vendem, arriscam o seu estado, a reputação, necessidades e ideias de justiça e reciprocidade.
Nas sociedades complexas tais padrões de justiça podem se tornar costumes ou leis, normas e mercados de abastecimento na Europa do Antigo Regime. Grandes motins mantém século XVIII e XIX, muitas vezes em oposição aos efeitos de projetos do governo para liberalizar o comércio de grãos e acabar com a política de abastecimento e preços fixos. Confrontado com o mercado livre, onde o grão fluiu onde ele poderia começar a vender mais caro, os amotinados exigiram que o governo se comprometa a manter os mercados abastecidos e acessível, ou seja, que respeite a economia moral e não desvincula-se da responsabilidade de funcionamento da política na esfera econômica.
A economia moral foi baseado em uma certa ética de subsistência, na busca do bem-estar coletivo e não em benefício pessoal. Embora não sem desigualdades e da pobreza, a prioridade que articulava essas sociedades tradicionais (de que apoiar alguns exemplos) não era acumulação material, mas a reprodução e manutenção do sistema social deve garantir por isso as necessidades de todos os membros comunidade. Era um modelo baseado em laços estreitos de parentesco, em que status social não foi concedida em riqueza, mas pelo complexo ocupado da posição das relações sociais, e em que a legitimidade dos líderes políticos provindo sua capacidade de garantir as necessidades básicas da comunidade.
De modo mais geral, na antropologia e economia, o nome de economia moral é dada à interação entre a atividade cultural e econômica. Ele descreve as várias maneiras em que de costume e força de pressão social atores econômicos na sociedade para se conformar às normas tradicionais e não para buscar lucro a qualquer preço. Originalmente, o estudo da economia moral foi limitado a sociedades tradicionais. No entanto, estes comportamentos econômicos meados de valores morais também foram observadas nas sociedades urbanas contemporâneas, em que um comprador pode preferir comprar uma fruta e não outro, por exemplo, relações de vizinhança, conhecimentos ou relação, independente de preços e a qualidade do produto.
A economia moral também tem eventos mais formais. As Tradições cristã e muçulmana da proibição da usura representam os limites impostos pela religião para a atividade econômica. A legislação, por sua vez, pode determinar que tipo de contratos são legais e que são considerados abusivos.
Os sociólogos também têm utilizado o conceito de economia moral para contabilizar os subentendidos em transações econômicas que criam obrigações extra-contratuais. Por exemplo, nos contratos de trabalho no contexto de elevado desemprego que identificou um acordo tácito entre o empregador e o empregado, para o qual o empregador dá paga ao trabalhador em troca de seu dia normal de trabalho, e do trabalhador, horas de trabalho também extra não remunerado em troca por ter contratado.
Os antropólogos generalizaram a noção de economia moral de conta para todos os tipos de comportamento econômico que não correspondem aos critérios de racionalidade instrumental. Por exemplo, ele tem sido usado para explicar o cultivo estratégias em muitas sociedades rurais, onde os indivíduos procuram garantir a subsistência, mas não para aumentar a produção, venda e investir. Ou comportamentos em que a independência individual têm preferência sobre a participação em projetos coletivos que supostamente permitirá que mais bem-estar, foram explicados com referência a uma economia moral.